# Ponte di Alconétar

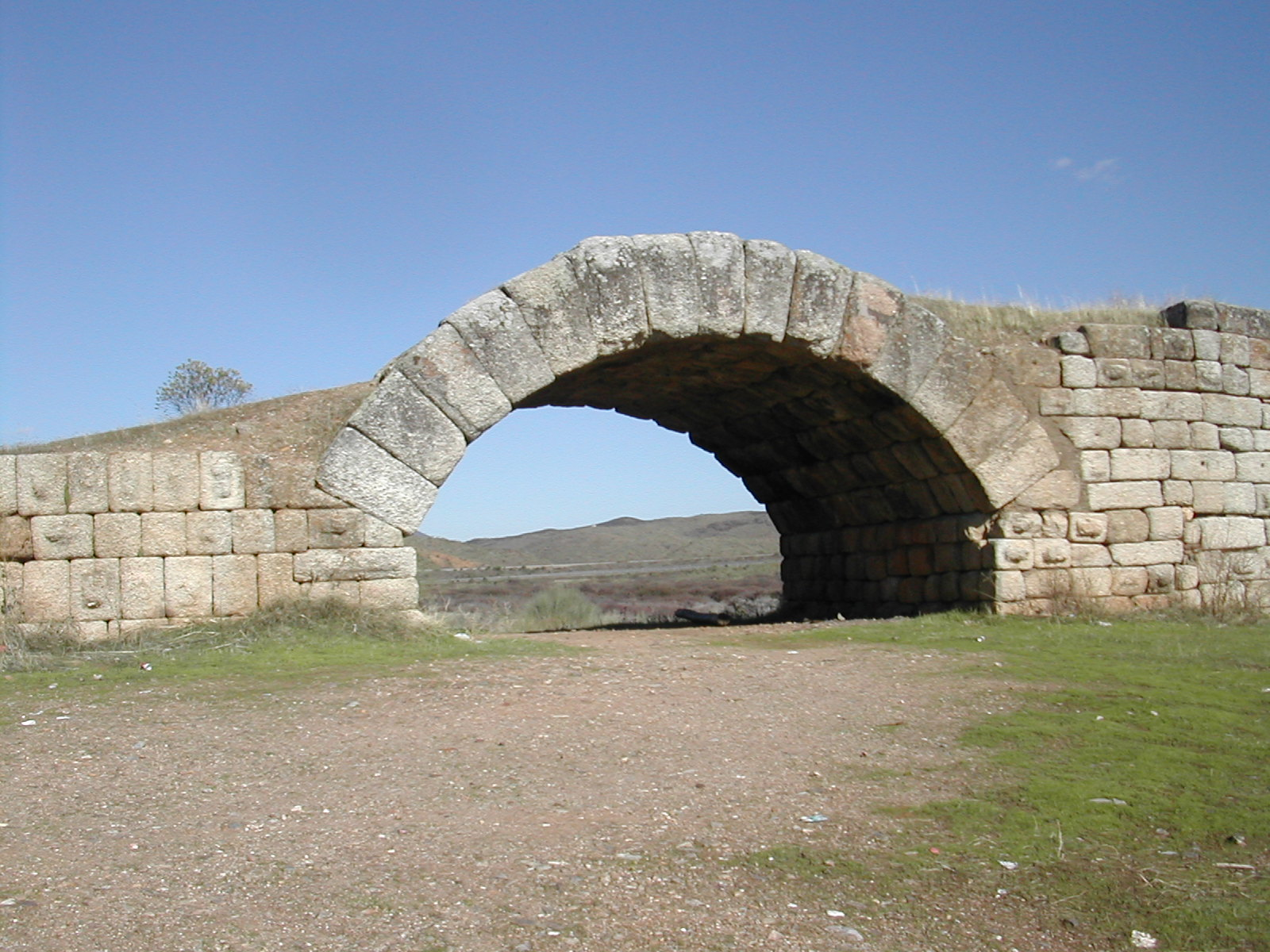
Ponte di Alconétar

Il ponte di Alconétar era un ponte romano sul fiume Tago. I suoi resti si trovano nel municipio di Garrovillas de Alconétar, a Cáceres, Spagna. È uno dei più antichi ponti ad arco segmentale del mondo, precedente ad altri esempi come il ponte di Zhaozhou in Cina e il ponte Vecchio in Europa (entrambi ancora in uso). La sua costruzione si attribuisce, per alcuni, all'architetto dell'imperatore Traiano, Apollodoro di Damasco, che costruì anche il ponte di Traiano con un arco di legno agli inizi del II secolo. Il Ponte di Alconétar è considerato un monumento.
Il ponte venne riposizionato rispetto alla sua posizione originaria quando si costruì la diga di Alcántara. Si conservarono due archi segmentali originali di 6,7 metri e 7,2 m di luce, con una proporzione di luce rispetto all'altezza tra i 4 e i 5 metri, come succedeva per gli archi segmentali costruiti in precedenza. Ci sono prove che, a partire dalla posizione dei pilastri, potrebbero confermare l'esistenza di aperture segmentali fino ai 10 metri nella costruzione originale.
Ci sono altri ponti romani ad archi segmentali, come il Ponte San Lorenzo a Padova.

## Localizzazione e accessi dalla strada

Localizzazione del ponte nella rete di strade romane della Spagna.

Lo storico Ponte di Alconétar, che non deve essere confuso con il monumentale ponte di Alcántara costruito a valle, serviva per attraversare il Tago, che si trova non lontano dallo sbocco del fiume Almonte nel cuore della provincia di Cáceres, nella regione spagnola di Estremadura. La N-630, la A-66 e una linea ferroviaria, che attraversano il Tago lì nelle vicinanze, oscurarono l'importanza che storicamente questo ponte possedeva nell'unire il nord con il sud della Spagna. Durante la costruzione del bacino di Alcántara nel 1970, i resti del ponte vennero tolti dalla loro posizione originale e portati in un prato a sei chilometri a nord, vicino alla località di Garrovillas de Alconétar. Al contrario, rimangono pochi resti di un ponte che c'era vicino a questo, sul fiume Almonte.
Nell'Antichità Classica, il ponte di Alconétar ha fatto parte della strada romana Iter ab Emerita Caesaraugustam, successivamente chiamata Via dell'Argento. Questa importante via di comunicazione iberica interna univa a sud Mérida, la capitale provinciale, con le valli del fiume Alagón, del fiume Tiétar e del fiume Tago a nord, passando per la parte occidentale della Meseta Centrale e per la città di Salamanca. Il suo percorso finisce in Astorga nel nord-est della Spagna. La Via dell'Argento è stata una dei quattro tragitti principali fissati da Cesare Augusto e i suoi successori per il controllo militare della penisola e per facilitare lo sfruttamento delle ricche miniere di oro e argento spagnole.
A parte questo ponte sul Tago, ci sono dei resti di altri 4 antichi ponti che rimangono sulla strada: uno sull'Albarregas, un altro sul fiume Aljucén, un terzo vicino a Cáparra e un quarto sul fiume Tormes. Nelle colline che circondavano il ponte di Alconétar, si edificò una mansio romana con il nome di Turmulus (in spagnolo, "Ad Túrmulos"), in conformità con gli intervalli di distanza che di solito questi luoghi di sosta rispettavano. Era la quarta mansio, per un totale di 16, tra Mérida e Astorga.

## Storia

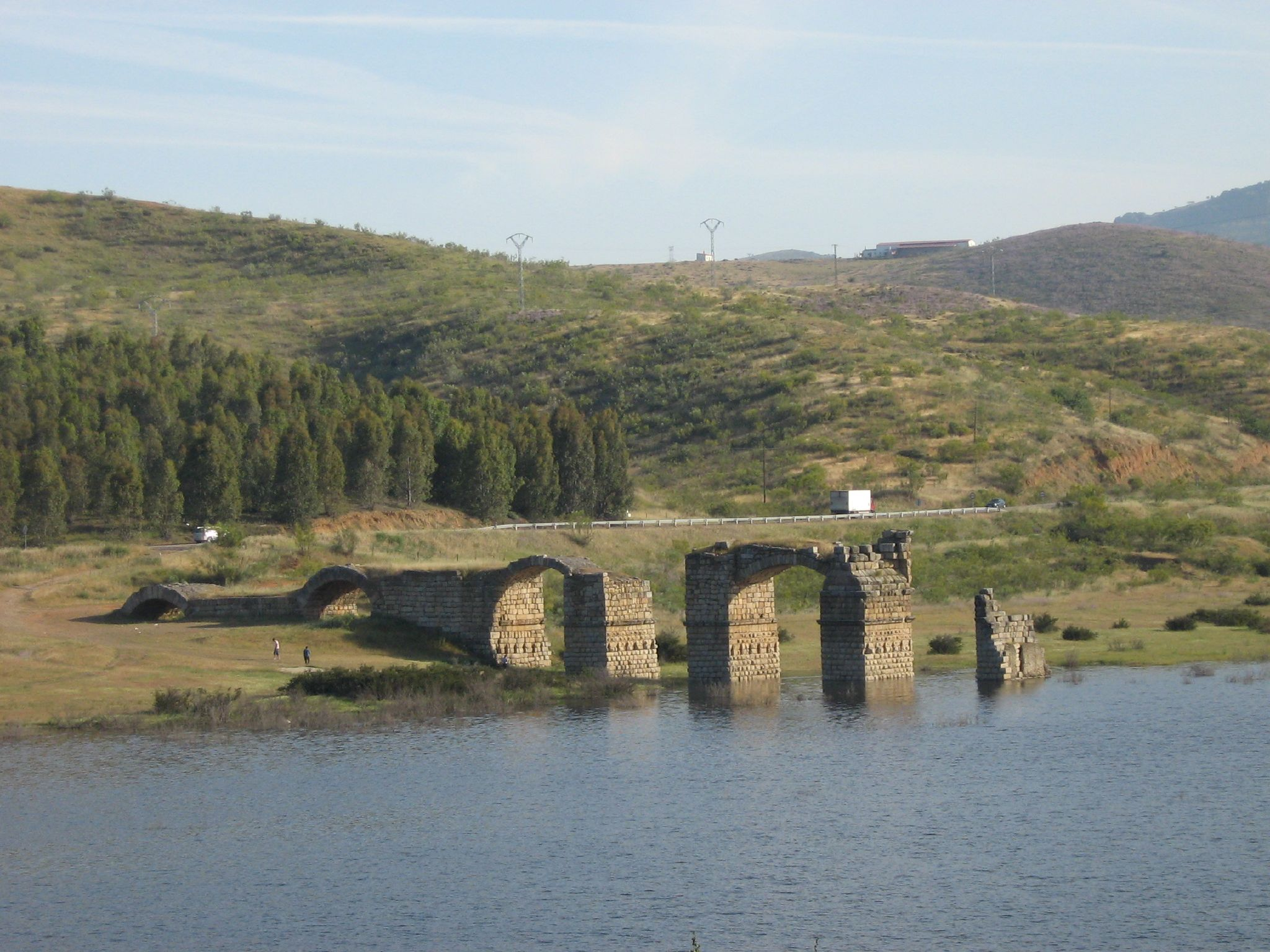
I resti ricollocati durante un innalzamento delle acque.

La data di costruzione esatta del ponte non è conosciuta, a causa della mancanza di fonti letterarie ed epigrafiche. I suoi archi ribassati suggeriscono che si costruì nel II secolo, precisamente durante il regno degli imperatori Traiano (98–117) o Adriano (117–138), poiché l'uso di questa forma di arco era la tipica di quell'epoca. Entrambi gli imperatori nacquero nella provincia Betica, situata al sud della Spagna e Traiano è conosciuto per avere ordinato la restaurazione dell'Iter ab Emerita Caesaraugustam quando arrivò al potere. Gli archi ribassati vennero spesso utilizzati dall'architetto di corte di Traiano, Apollodoro di Damasco, in opere come il Foro di Traiano e, in maniera più considerevole, nella maggior opera di ingegneria civile dell'epoca, il Ponte di Traiano, che poggiava in 20 enormi pilastri di calcestruzzo romano e che venne usato durante le guerre Dacie per spostare le truppe attraverso il fiume Danubio, lungo più di 1000 m di larghezza.

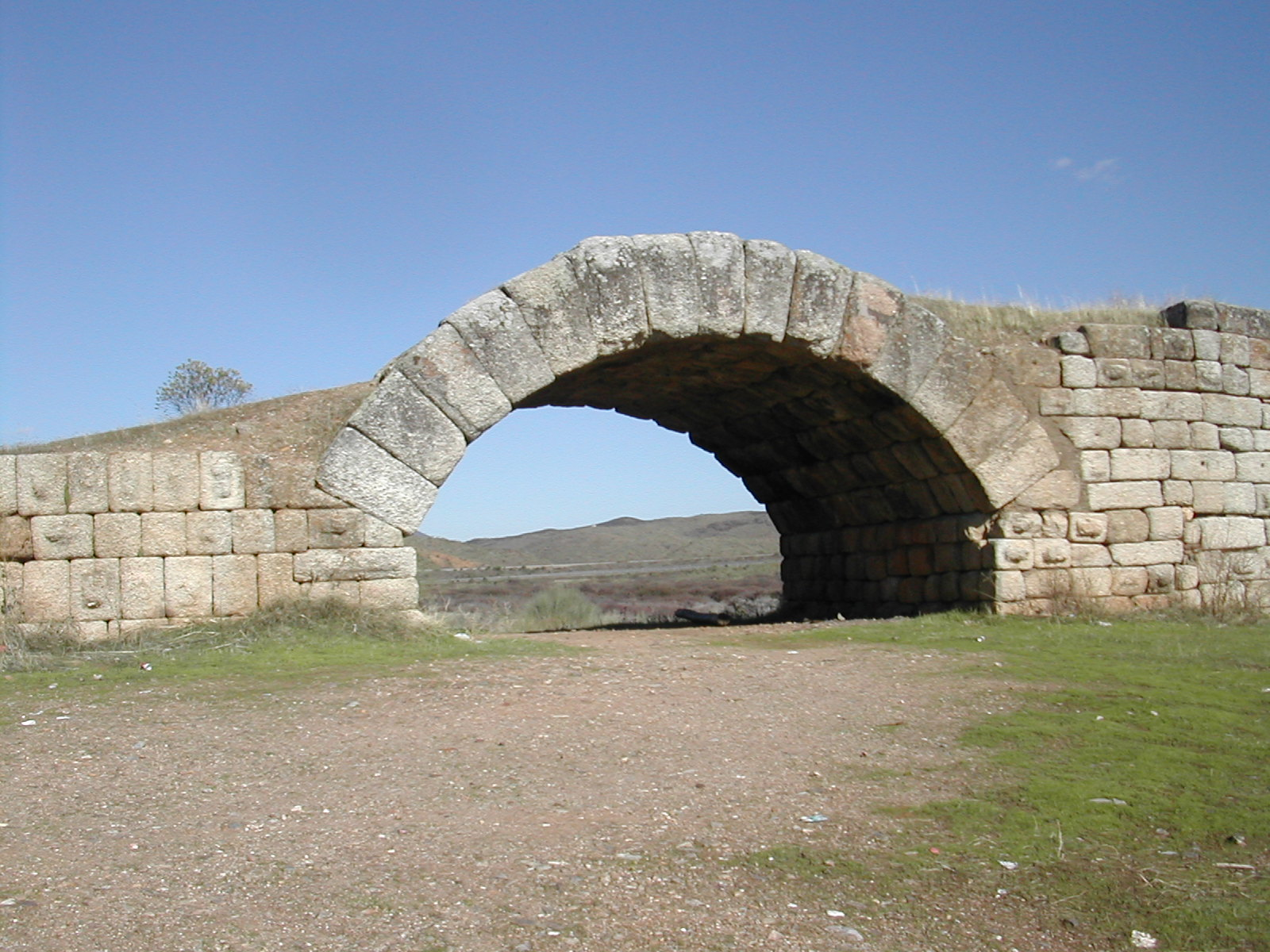
Secondo arco del contrafforte occidentale. La sua larghezza è di 1,20 m.

I geografi mori non ne fecero menzione, nonostante lodassero il Ponte di Alcántara, anch'esso situato sul Tago. Ci sono alcune prove che evidenziano l'esistenza, per un breve periodo, di una comunità chiamata Alconétar, Alconétara o Alcontra (in arabo: "piccolo ponte"), probabilmente il suo nome è un riferimento indiretto al ponte di Alcántara. Ancora è ignoto il motivo per cui il ponte di Alconétar viene chiamato Ponte di Mantible nella lingua vernacolare locale, un'espressione che allude alla leggenda di Carlo Magno e ai suoi Dodici Paladini.
Il ponte è stato probabilmente in uso fino alla Riconquista, quando il Tago fungeva da confine tra il fronte della Cristianità e i mori tra il XI secolo e il XIII secolo; e i frequenti scontri potrebbero averlo reso inutilizzabile. In accordo con un'altra teoria, l'acqua potrebbe avere iniziato ad erodere il ponte in quella epoca.

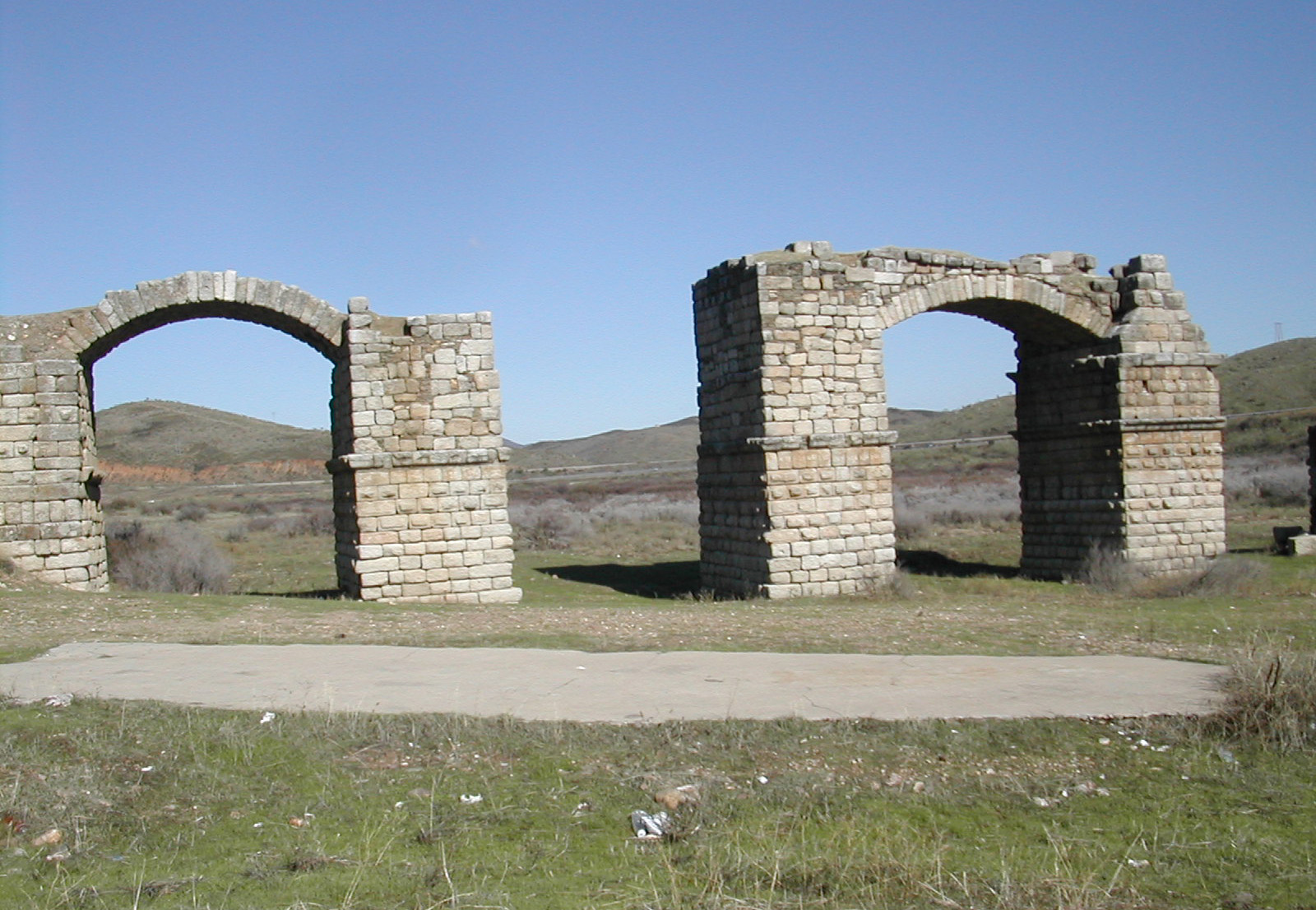
Gli archi 1 e 3, ricostruiti posteriormente.

Il ponte di Alconétar appare per la prima volta nelle raccolte tra il 1231 e il 1257, nelle quali si dice esplicitamente di essere in uso. Probabilmente è stato riparato dai cavalieri templari che avevano preso il controllo del ponte e del paese. Si crede che gli archi 1 e 3, entrambi non di fabbricazione romana, siano di questo periodo. Tuttavia, nel 1340, il ponte fu ancora inutilizzabile, apparentemente, per questo una barca si stabilì per permettere l'attraversamento del fiume, della quale si torna a parlare in riferimenti posteriori. Nel Medioevo, nel luogo dell'antica stazione di passaggio si fece una fortezza e la torre, costruita reimpiegando materiali romani antichi, oggigiorno è immersa nelle acque del bacino.
Vari intenti di riaprire il ponte nell'Età Moderna hanno fallito. Nel 1553, l'architetto Rodrigo Gil de Hontañón calcoló un costo di 80 000 ducati per la ricostruzione del ponte ma poi non ne realizzò il progetto. Il disegno di costruzione di Alonso de Covarrubias e Hernán Ruiz nel 1560, non andò mai in porto e lo stesso è accaduto con un altro progetto realizzato tra 1569 e 1580.

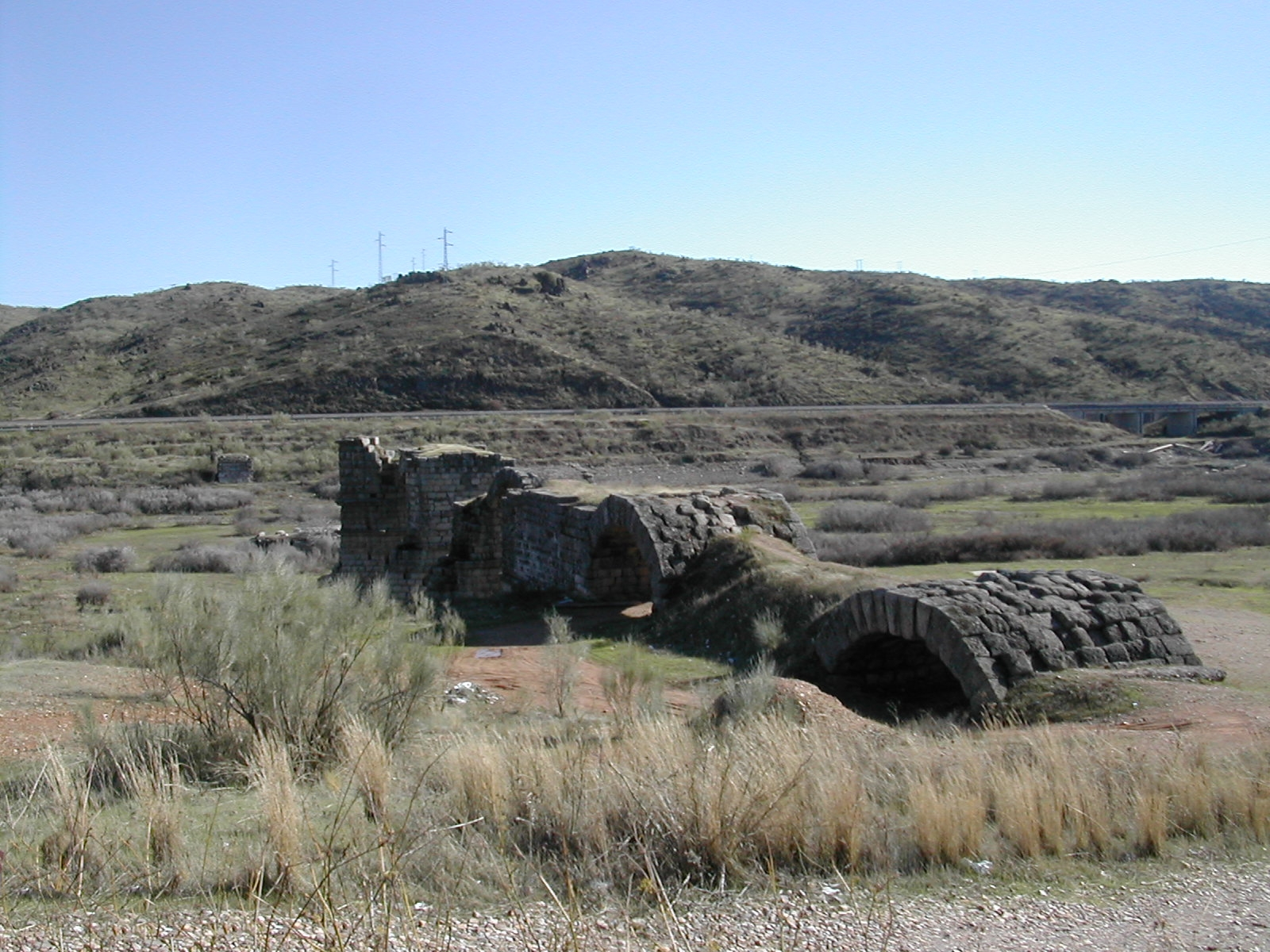
In primo piano, gli archi 1 e 2 del ponte romano

Nel XVIII secolo fallirono due tentativi di riparare il ponte: nel 1730 e negli anni 1760. Quest'ultimo piano dell'ingegnere militare José García Galiano includeva una ricostruzione completa con tre archi ribassati di vano largo. La bozza di pianificazione mostra che già in quella epoca gli archi che rimanevano erano limitati nel lato destro, fatto confermato dal disegno di Fernando Rodríguez del 1797 e registrati nel libro di Alexandre di Laborde "Voyage pittoresque di l'Espagne", alcuni anni più tardi. La bozza di costruzione fatta da Rodríguez (vedere disegno in basso) mostra il profilo del ponte, aumentato uniformemente e dominato da tre archi centrali nel centro del fiume. Quegli archi sono affiancati da un nono arco segmentale nei due lati. La simmetria degli archi suggerisce che, nella riva destra del ponte visto a monte, potrebbe aver avuto un altro arco segmentale al tempo dei romani.
La base per l'analisi scientifica moderna del ponte venne disegnata dall'ingegnere civile Antonio Prieto nel 1925, che descrive lo stato del ponte prima del suo trasferimento nel 1970. Anche se si trattava di un intento serio di ricostruire il ponte il più simile possibile all'originale, l'erudito spagnolo Durán segnala che leggeri cambi nel corpo principale non potevano essere evitati in un lavoro così difficile.
Il Ponte di Alconétar è stato classificato come "patrimonio storico" dal 1931 dalle autorità spagnole.

## Ricostruzione e misure
Misure recuperate da sinistra a destra (vista a monte):
| Parte del ponte            | Galiano (ca. 1770) | Rodríguez (1797) | Prieto (1925) | Durán (2004) |
| -------------------------- | ------------------ | ---------------- | ------------- | ------------ |
| Vano 1.ª uscita dell'acqua | 6.86 m             | 7.04 m           | 7.00 m        | 6.95 m       |
| Rampa di spessore          | 10.60 m            | 11.63 m          | 12.00 m       | 14.00 m      |
| Vano 2.ª uscita dell'acqua | 7.40 m             | 7.10 m           | 7.50 m        | 7.40 m       |
| Rampa de espesor           | 12.90 m            | 11.65 m          | 13.00 m       | 13.50 m      |
| Vano 1.ª arco              | 7.50 m             | 7.62 m           | 7.30 m        | 7.30 m       |
| Larghezza 1.ª pilastro     | 5.60 m             | 4.17 m           | 4.25 m        | 4.25 m       |
| Vano 2º arco               | 9.00 m             | 8.44 m           | 8.20 m        | 8.10 m       |
| Larghezza 2º pilar         | 5.60 m             | 4.19 m           | 4.25 m        | 4.45 m       |
| Vano 3.ª arco              | 9.86 m             | 8.92 m           | 8.95 m        | 8.50 m       |
| Larghezza 3.ª pilastro     | 5.50 m             | 4.21 m           | 4.25 m        | 4.55 m       |
| Vano 4º arco               | 10.10 m            | 10.32 m          | 10.15 m       | 10.20 m      |
| Larghezza 4º pilar         |                    | 4.81 m           | 4.80 m        |              |
| Vano 5º arco               |                    | 12.03 m          | 11.00 m       |              |
| Larghezza 5º pilastro      |                    | 6.21 m           |               |              |
| Vano 6º arco               |                    | 16.72 m          | 12.00 m       |              |
| Larghezza 6º pilastro      |                    | 6.21 m           |               |              |
| Vano 7º arco               |                    | 8.92 m           | 13.00 m       |              |
| Larghezza 7º pilastro      |                    | 6.21 m           |               |              |
| Vano 8º arco               |                    | 16.74 m          | 14.00 m       |              |
| Larghezza 8º pilastro      |                    | 6.21 m           |               |              |
| Vano 9º arco               |                    | 11.93 m          | 15.00 m       |              |
| Larghezza 9º pilastro      |                    | 4.79 m           |               |              |
| Vano 10º arco              |                    | 10.22 m          | 14.00 m       |              |
| Larghezza 10º pilastro     |                    | 4.19 m           |               |              |
| Vano 11.ª arco             |                    | 8.82 m           | 13.00 m       |              |
| Larghezza 11º pilastro     |                    | 4.19 m           |               |              |
| Vano 12º arco              |                    | 8.38 m           | 12.00 m       |              |
| Larghezza 12º pilastro     |                    | 4.19 m           |               |              |
| Vano 13.ª arco             |                    |                  | 11.00 m       |              |
| Larghezza 13.ª pilar       |                    |                  |               |              |
| Vano 14º arco              |                    |                  | 10.00 m       |              |
| Larghezza 14º pilastro     |                    |                  |               |              |
| Vano 15º arco              |                    |                  | 9.30 m        |              |
| Larghezza 15º pilastro     |                    |                  |               |              |
| Vano 16º arco              |                    |                  | 9.10 m        |              |